# أكيرا سوزوكي (صحفي)
أكيرا سوزوكي (باليابانية: 鈴木明؛ بالكانا: すずき あきら) هو صحفي ياباني، ولد في 1929 في طوكيو في اليابان، وتوفي في 2003.